# Isoglossa bondwaensis
Isoglossa bondwaensis är en akantusväxtart som beskrevs av I.Darbysh.. Isoglossa bondwaensis ingår i släktet Isoglossa och familjen akantusväxter. Inga underarter finns listade i Catalogue of Life.